# Marcelo González Martín
Marcelo González Martín (1918 - 2004) là một Hồng y người Tây Ban Nha của Giáo hội Công giáo Rôma. Ông từng đảm nhận vai trò Hồng y Đẳng Linh mục Nhà thờ S. Agostino, Tổng giám mục đô thành Tổng giáo phận Toledo trong suốt 24 năm, từ năm 1971 đến năm 1994.
Vốn là một giáo sĩ trong vai trò lãnh đạo giáo hội địa phương, ông từng đảm trách nhiều vai trò khác nhau trước khi tiến đến trở thành Tổng giám mục đô thành Toledo, như: giám mục chính tòa Giáo phận Astorga (1960 - 1966), Tổng giám mục Phó Tổng giáo phận Barcelona (1966 - 1967), Tổng giám mục chính tòa Tổng giáo phận Barcelona (1967 - 1971). Ông được vinh thăng Hồng y ngày 5 tháng 3 năm 1973, bởi Giáo hoàng Phaolô VI.

## Tiểu sử
Hồng y Marcelo González Martín sinh ngày 16 tháng 1 năm 1918 tại Villanubla, Tây Ban Nha. Sau quá trình tu học dài hạn tại các cơ sở chủng viện theo quy định của Giáo luật, ngày 29 tháng 6 năm 1941, Phó tế Martín, 23 tuổi, tiến đến việc được truyền chức linh mục. Tân linh mục là thành viên linh mục đoàn Tổng giáo phận Valladolid.
Sau 20 năm thi hành các công việc mục vụ với thẩm quyền và cương vị của một linh mục, ngày 31 tháng 12 năm 1960, Tòa Thánh loan tin Giáo hoàng đã quyết định tuyển chọn linh mục Marcelo González Martín, 43 tuổi, gia nhập Giám mục đoàn Công giáo Hoàn vũ, với vị trí được bổ nhiệm là giám mục chính tòa Giáo phận Astorga. Lễ tấn phong cho vị giám mục tân cử được tổ chức sau đó vào ngày 5 tháng 5 năm 1961, với phần nghi thức chính yếu được cử hành cách trọng thể bởi 3 giáo sĩ cấp cao, gồm chủ phong là Tổng giám mục Ildebrando Antoniutti, Sứ thần Tòa Thánh tại Tây Ban Nha; hai vị giáo sĩ còn lại, với vai trò phụ phong, gồm có giám mục Luis Almarcha Hernández, giám mục chính tòa Giáo phận León và Giám mục José María Cirarda Lachiondo, giám mục phụ tá Tổng giáo phận Sevilla. Tân giám mục chọn cho mình châm ngôn:PAUPERES EVANGELIZANTUR.
Chỉ sau khoảng thời gian 5 năm được tấn phong làm giám mục, Giám mục Martín được Tòa Thánh thăng Tổng giám mục, qua việc bổ nhiệm giám mục này làm Tổng giám mục Phó Tổng giáo phận Barcelona và danh hiệu Tổng giám mục Hiệu tòa Casæ medianæ. Thông báo về việc bổ nhiệm này được công bố cách rộng rãi vào ngày 21 tháng 2 năm 1966. Chưa đầy một năm sau đó, ông chính thức kế vị, trở thành Tổng giám mục chính tòa Tổng giáo phận Barcelona, kể từ ngày 7 tháng 1 năm 1967.
Lại sau một giai đoạn gần 5 năm đảm nhận vai trò Tổng giám mục chính tòa Barcelona, Tòa Thánh quyết định thuyên chuyển Tổng giám mục Martín đến nhận nhiệm sở mới, cụ thể là Tổng giáo phận Toledo, lãnh nhận chức vị cao cấp hơn, Tổng giám mục đô thành. Thông báo về việc bổ nhiệm này được công bố cách rộng rãi vào ngày 3 tháng 12 năm 1971.
Bằng việc tổ chức công nghị Hồng y năm 1973 được cử hành chính thức vào ngày 5 tháng 3, Giáo hoàng Phaolô VI đưa ra quyết định vinh thăng Tổng giám mục Marcelo González Martín tước vị danh dự của Giáo hội Công giáo, Hồng y. Tân Hồng y thuộc Đẳng Hồng y Linh mục và Nhà thờ Hiệu tòa được chỉ định là Nhà thờ Sant’Agostino.
Ngày 23 tháng 6 năm 1995, Tòa Thánh chấp thuận đơn hồi hưu của ông, vì lý do tuổi tác, theo Giáo luật. Ông qua đời ngày 25 tháng 8 năm 2004, thọ 86 tuổi.